# Holt (Misuri)
Holt es una ciudad ubicada en el condado de Clay en el estado estadounidense de Misuri. En el Censo de 2010 tenía una población de 447 habitantes y una densidad poblacional de 385,24 personas por km².

## Geografía
Holt se encuentra ubicada en las coordenadas 39°27′18″N 94°20′49″O / 39.45500, -94.34694. Según la Oficina del Censo de los Estados Unidos, Holt tiene una superficie total de 1.16 km², de la cual 1.16 km² corresponden a tierra firme y (0%) 0 km² es agua.

## Demografía
Según el censo de 2010, había 447 personas residiendo en Holt. La densidad de población era de 385,24 hab./km². De los 447 habitantes, Holt estaba compuesto por el 92.39% blancos, el 0.67% eran afroamericanos, el 1.57% eran amerindios, el 1.12% eran asiáticos, el 0% eran isleños del Pacífico, el 0.45% eran de otras razas y el 3.8% pertenecían a dos o más razas. Del total de la población el 4.25% eran hispanos o latinos de cualquier raza.